# Потребность в завершении
Потребность в завершении — психологическое влечение, проявляющееся в желании завершить важное дело или задачу и получить удовольствие от окончания процесса. Чувство возникает, когда человек сталкивается с незавершённым или неясным заданием, проблемой или ситуацией. Суть этой нужды заключается в стремление избежать неопределённости и сомнения. Мотивирует продолжать работать над ситуацией до приемлемого решения или искать дополнительную информацию, чтобы устранить пустоту. Однако в частных случаях, доводит до ошибок мышления, ведёт к преждевременным выводам, стереотипам, предвзятости подтверждения и эффекту Зейгарник. Удовлетворение потребности в завершении сопровождается ощущением выполненного долга, возвращению самоконтроля и повышению самооценки. Часто связано с желанием наведения порядка и организации в жизни индивида, например перфекционизм, а также стремлением к успешному закрытию начатых проектов.

## Теоретические основы
Потребность в завершении является одним из фундаментальных свойств гештальта, центрального понятия гештальтпсихологии. Гештальтпсихология изучает процессы организации и восприятия целостных структур из отдельных элементов. По мнению гештальтпсихологов, человеческое сознание стремится к целостности и порядку, и поэтому пытается заполнить пробелы и дополнить незавершённые образы. Это проявляется, например, в законе замыкания, который гласит, что люди склонны видеть замкнутые фигуры там, где они отсутствуют.
Потребность в завершении также связана с теорией когнитивного диссонанса Леона Фестингера. Когнитивный диссонанс — психологическое напряжение, которое возникает при наличии противоречивых или несовместимых убеждений, мнений, ценностей или поведения. Чтобы уменьшить диссонанс, человек может изменить свои убеждения или поведение, либо искать подтверждение своих взглядов и игнорировать противоположную информацию. Фестингер предположил, что потребность в завершении является одним из факторов, которые вызывают когнитивный диссонанс.

## Эффект Зейгарник
Одним из наиболее известных проявлений потребности в завершении является эффект Зейгарник, названный в честь советского психолога Блюмы Зейгарник. Эффект Зейгарник заключается в том, что незавершённые или прерванные задачи лучше запоминаются, чем завершённые. Зейгарник обнаружила этот эффект в ходе эксперимента, в котором она просила детей выполнять различные задания, такие как рисование, лепка, решение головоломок и т. д. Некоторые задания были прерваны, а другие — нет. После этого Зейгарник попросила детей вспомнить, какие задания они выполняли. Оказалось, что дети лучше помнили те задания, которые были прерваны, чем те, которые были завершены.
Зейгарник объяснила этот эффект тем, что незавершённые задачи создают психологическое напряжение, которое поддерживает внимание и память. Завершение задачи снимает напряжение и уменьшает активность памяти. Этот эффект может использоваться для улучшения обучения и продуктивности, если разделять сложные задачи на более мелкие подзадачи и периодически делать перерывы.

## Влияние на мышление и поведение
Потребность в завершении может иметь как положительное, так и отрицательное влияние на мышление и поведение человека. С одной стороны, эта потребность может способствовать усидчивости, настойчивости, творчеству и решению проблем. С другой стороны, эта потребность может приводить к спешке, поверхностности, предубеждениям и ошибкам.
Некоторые примеры ошибок мышления, связанных с потребностью в завершении:
- Преждевременные выводы — склонность делать заключения на основе недостаточных или непроверенных данных. Человек может спешить сделать вывод, чтобы избежать неопределённости или диссонанса. Например, человек может решить, что ему не понравится фильм, только посмотрев трейлер[7].
- Стереотипы — упрощённые и обобщённые представления о группах людей или вещах. Человек может использовать стереотипы, чтобы заполнить пробелы в своих знаниях или ожиданиях. Например, человек может думать, что все французы любят сыр и вино[8].
- Предвзятость подтверждения — склонность искать, интерпретировать и запоминать информацию таким образом, чтобы она подтверждала существующие убеждения или гипотезы[9]. Человек может игнорировать или отвергать информацию, которая противоречит его взглядам. Например, человек может выбирать читать только те новости, которые соответствуют его политическим предпочтениям[10][11].

## Текущие обстоятельства
Потребность в завершении может быть усилена или ослаблена в зависимости от текущих обстоятельств. Некоторые факторы, которые могут повлиять на восприятие:
- Время — ограниченное время может увеличить потребность в завершении и способствовать спешке и ошибкам. Например, человек может сделать неверный выбор при покупке товара под давлением времени.
- Социальное давление — высокое социальное давление может усилить потребность в завершении и привести к конформизму и подчинению. Например, человек может согласиться с мнением большинства, чтобы избежать конфликта или критики[12].
- Личностные черты — некоторые личностные черты могут повышать или понижать потребность в завершении. Например, люди с высоким уровнем толерантности к неопределённости могут легче переносить неясность и неоднозначность, а люди с высоким уровнем потребности в замкнутости могут стремиться к быстрому и окончательному решению.
- Эмоциональное состояние — эмоции могут влиять на потребность в завершении и на способ её удовлетворения. Например, положительные эмоции могут расширять когнитивный обзор и способствовать творчеству, а отрицательные эмоции могут сужать когнитивный обзор и способствовать ригидности[13].